# Добри син
Добри син (енгл. The Good Son) амерички је психолошки хорор-трилер филм из 1993. године, у режији Џозефа Рубена и по сценарију Ијана Макјуана. Главне улоге тумаче Маколи Калкин, Елајџа Вуд, Венди Крусон и Дејвид Морс. Радња прати дечака по имену Марк, који, након мајчине смрти, остаје да живи са стрицем, пошто му отац одлази на пословно путовање. Марк се упознаје са својим рођаком Хенријем, који показује знаке насилног и изопаченог понашања.
Улога Сузан Еванс је првобитно припала Мери Стинберџен, али је снимање морало да буде померено због преклапања са Сам у кући 2: Изгубљен у Њујорку (у коме Калкин тумачи главну улогу), па је због тога Стинберџен била заузета другим пројектима у том тренутку и на крају ју је заменила Венди Крусон. Филм је премијерно приказан 24. септембра 1993, у дистрибуцији продукцијске куће Твентит сенчури фокс. Зарадио је преко 60 милиона долара са троструко мањим буџетом. Добио је претежно негативне оцене критичара и позитивне оцене публике. Критичари сајта Метакритик оценили су га са 45%, а публика са 80%.
Елајџа Вуд је за улогу Марка Еванса добио Награду Сатурн за најбољег младог глумца, док је и сам филм био номинован у категорији најбољег хорор филма. Маколи Калкин је био номинован за МТВ филмску награду за најбољег негативца, али је изгубио од Алише Силверстоун.

## Радња
Дванаестогодишњи дечак Марк Еванс, који се недавно суочио са мајкином смрћу, сели се на неколико месеци код стрица и стрине, у Аризону, пошто му отац одлази на пословно путовање у Токио. Пошто Марк последњих 10 година није имао никаквог контакта са својом ближом фамилијом, упознаје се са Хенријем и Кони, својим братом и сестром од стрица.
Марк убрзо примећује насилно и психопатско понашање код Хенрија, али не може да каже то његовим родитељима, због Хенријевих претњи. У једној од својих насилних акција, Хенри са моста баца лутку аутомобил који се креће по аутопуту, што проузрокује велики ланчани удес. Марк почиње да сумња да је Хенри удавио свог млађег брата Ричарда у кади. Покушава да објасни то својој стрини Сузан, која га прво изгрди због таквих речи, али онда и сама почиње да увиђа Хенријево насилно понашање према Кони.
У завршници филма Сузан и Марк се посвађају са Хенријем на литици, што проузрокује да њих двојица замало падну, док их она држи, једном руком једног, а другом другог. Међутим, Сузан нема довољно снаге да их задржи обојицу и одлучује да спасе Марков живот, док свог сина, Хенрија, пушта да падне и погине.

## Улоге
| Глумац           | Улога            |
| ---------------- | ---------------- |
| Елајџа Вуд       | Марк Еванс       |
| Маколи Калкин    | Хенри Еванс      |
| Венди Крусон     | Сузан Еванс      |
| Дејвид Морс      | Џек Еванс        |
| Данијел Хју Кели | Волас Еванс      |
| Џеклин Брукс     | Алис Девенпорт   |
| Квин Калкин      | Кони Еванс       |
| Ешли Кроу        | Џенис Еванс      |
| Рори Калкин      | Ричард Еванс     |
| Гај Штраус       | доктор у Аризони |
| Андрија Хол      | репортерка       |
| Боби Хабер       | човек са секиром |